# میشل سانتوچی
میشل سانتوچی (به انگلیسی: Michele Santucci) (زادهٔ ۳۰ مهٔ ۱۹۸۹) شناگر اهل ایتالیا است.